# Ребекка (Джорджія)
Ребекка (англ. Rebecca) — місто (англ. city) в США, в окрузі Тернер штату Джорджія. Населення — 208 осіб (2020).

## Географія
Ребекка розташована за координатами 31°48′26″ пн. ш. 83°29′15″ зх. д. / 31.80722° пн. ш. 83.48750° зх. д. (31.807226, -83.487577).  За даними Бюро перепису населення США в 2010 році місто мало площу 2,03 км², уся площа — суходіл.

## Демографія
Згідно з переписом 2010 року, у місті мешкало 187 осіб у 80 домогосподарствах у складі 58 родин. Густота населення становила 92 особи/км².  Було 91 помешкання (45/км²).
Расовий склад населення:
| - 94,1 % — білих - 4,3 % — чорних або афроамериканців - 0,5 % — корінних американців |

До двох чи більше рас належало 0,5 %. Частка іспаномовних становила 1,1 % від усіх жителів.
За віковим діапазоном населення розподілялося таким чином: 15,5 % — особи молодші 18 років, 63,6 % — особи у віці 18—64 років, 20,9 % — особи у віці 65 років та старші. Медіана віку мешканця становила 49,5 року. На 100 осіб жіночої статі у місті припадало 96,8 чоловіків;  на 100 жінок у віці від 18 років та старших — 100,0 чоловіків також старших 18 років.
Середній дохід на одне домашнє господарство  становив 43 044 долари США (медіана — 35 179), а середній дохід на одну сім'ю — 47 160 доларів (медіана — 28 333). За межею бідності перебувало 40,0 % осіб, у тому числі 79,4 % дітей у віці до 18 років та 8,1 % осіб у віці 65 років та старших.
Цивільне працевлаштоване населення становило 82 особи. Основні галузі зайнятості: освіта, охорона здоров'я та соціальна допомога — 23,2 %, сільське господарство, лісництво, риболовля — 17,1 %, роздрібна торгівля — 15,9 %.